# میتسوبیشی ایندور
میتسوبیشی ایندور (Mitsubishi Endeavor) خودرویی است که از سال MY۲۰۰۴ تا کنون تولید شده‌است. طراحی آن موتور جلو، خودرو محور جلو و خودرو چهار چرخ محرک بوده است. سیستم جعبه‌دندهٔ آن ۴ دنده به صورت خودکار است.

## نگارخانه

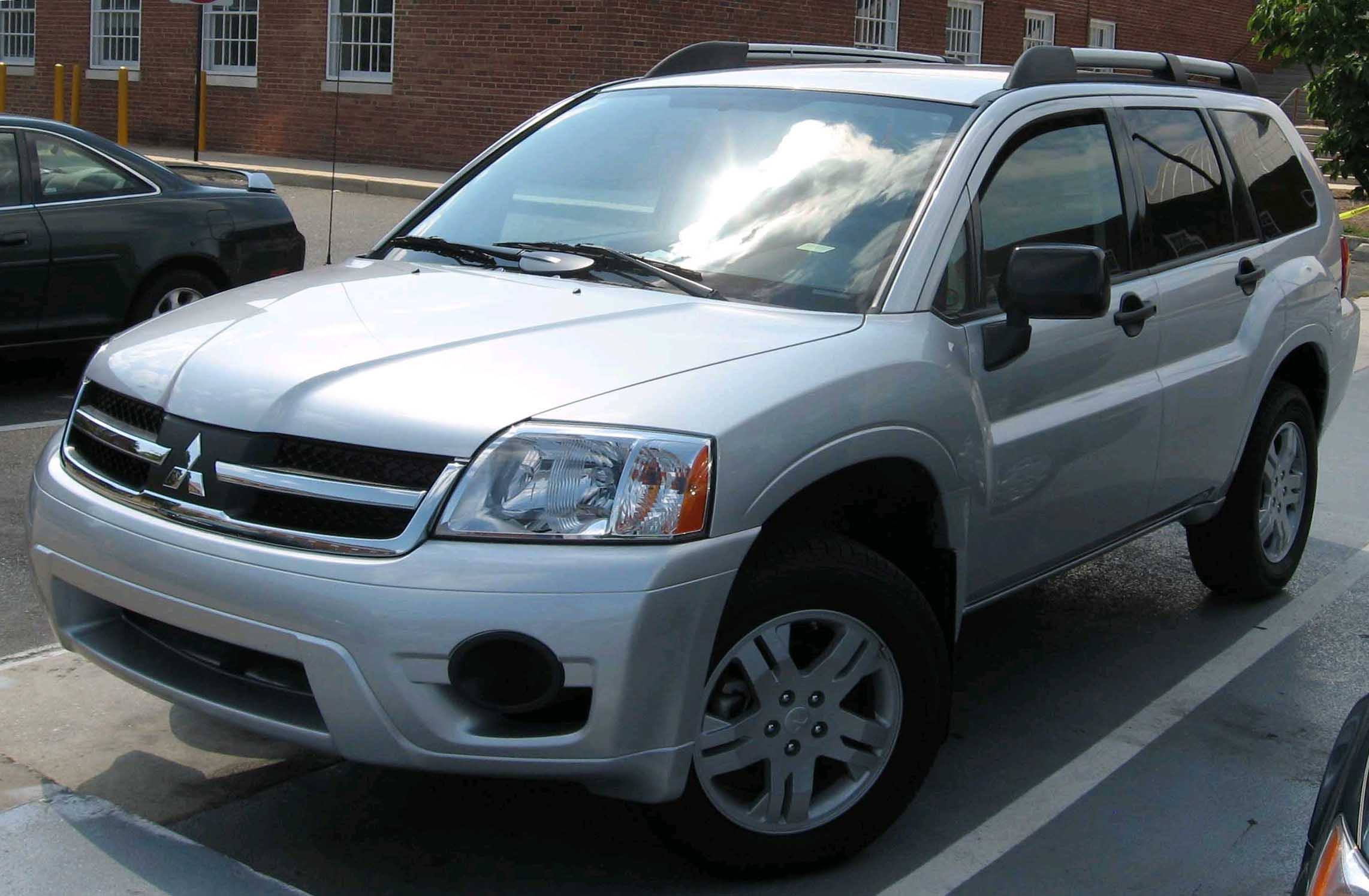
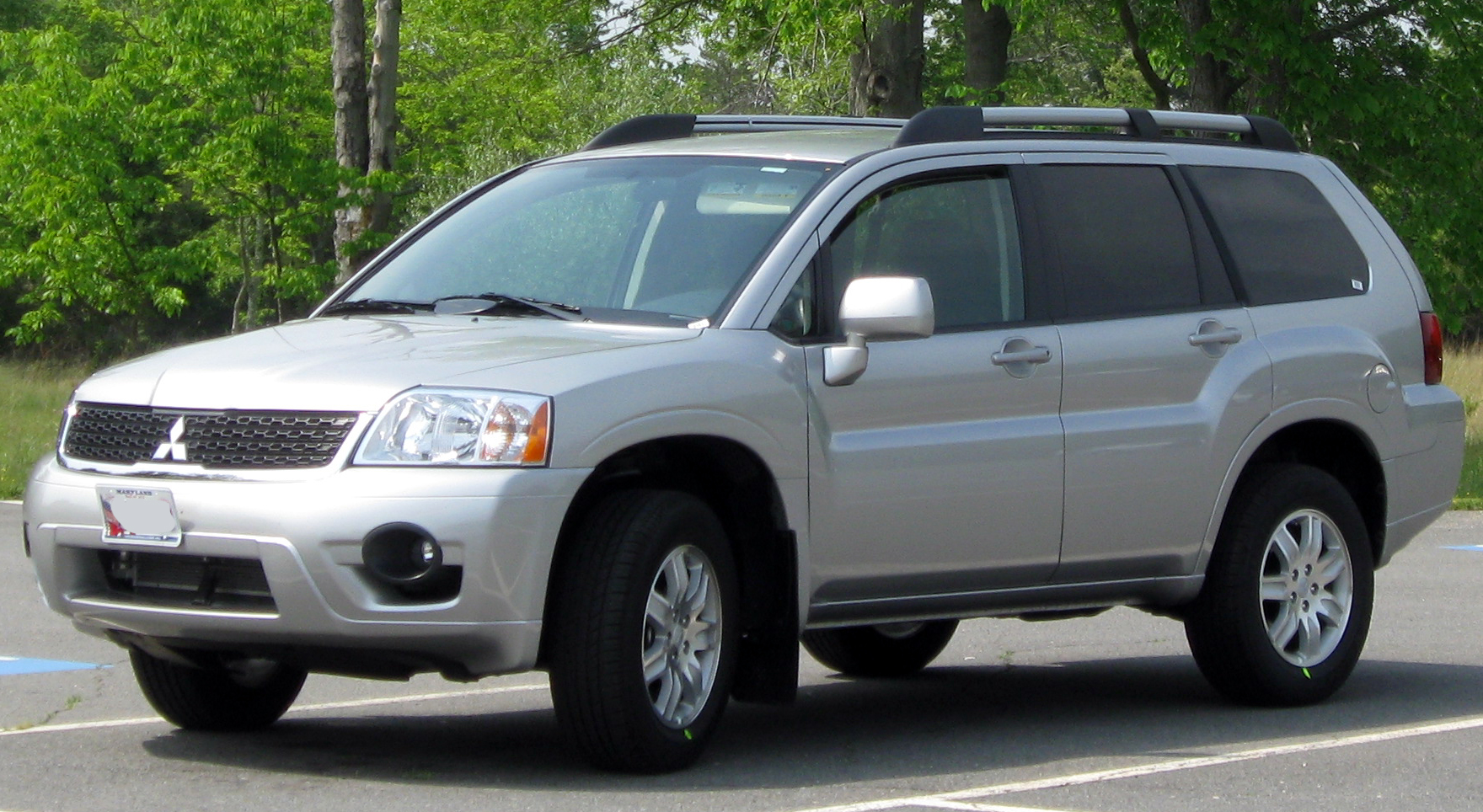